# Alfonso Cañón
Alfonso Cañón Rincón (Bogotá, Cundinamarca, Colombia; 20 de marzo de 1946) es un exfutbolista colombiano conocido como el Maestrico que se desempeñó como volante y jugó en Independiente Santa Fe, Atlético Bucaramanga y en el América de Cali. También, jugó varios partidos entre amistosos y oficiales con la Selección Colombia. Cañón, es considerado el máximo ídolo del club Independiente Santa Fe, club del cual él se considera hincha, con el que ganó 3 títulos en 1966, 1971, y en 1975; y donde es el máximo goleador histórico con 146 goles y el jugador con más partidos disputados luego de jugar 520. Además, es considerado el mejor jugador bogotano de la historia; y uno de los mejores futbolistas en la historia del Fútbol Profesional Colombiano. Alfonso también vio a su hermano José Miguel Cañón y a su hijo Roberto Alfonso Cañón jugar con Independiente Santa Fe.

## Biografía
Alfonso Cañón Rincón, nació en el barrio Samper Mendoza del centro de la ciudad de Bogotá, la capital de Colombia. Hizo sus estudios en la escuela distrital República de Honduras, y cuando era un niño, para distraerse de sus estudios empezó a jugar al fútbol en las polvorientas canchas de su barrio. A la edad de 7 años, Alfonso empezó a trabajar para ayudar a su familia; y empezó a cargar bultos en su barrio. Así, ganó sus primeros pesos. A esa misma edad, empezó a ir al Estadio Nemesio Camacho El Campín a ver a Independiente Santa Fe, el club del cual se hizo hincha. Cuando tenía 9 años, empezó a trabajar en un taller de fundición, debido a la difícil situación que vivía su familia, y a los 13 fue contratado por el doctor Gonzalo Rueda Caro como mensajero de su amado Independiente Santa Fe. Así, empezó su gran historia ligado hacia el equipo cardenal.

## Trayectoria

### Inicios
Siendo un niño, Alfonso empezó a jugar en las canchas de su barrio. En aquellas canchas, fue visto por un ojeador y fue llevado a jugar a un equipo llamado Caribes del Sur. De allí, fue llevado al River Plate, uno de los equipos aficionados más reconocidos de la época en el centro de Bogotá. Allí, jugaba mientras trabajaba como mensajero. Cuando tenía 14 años, fue visto por el reclutador Alfonso Sepúlveda, que quedó impresionado por su gran habilidad; y se lo llevó a las divisiones inferiores de Independiente Santa Fe. Desde que llegó a las inferiores, Cañón se destacó tanto por su gran talento como su sacrificio y sus ganas a la hora de jugar. Su rendimiento en los equipos juveniles, fue muy bueno por lo que fue llevado a jugar a la Selección de Cundinamarca y a la Selección Colombia Juvenil. Gracias a sus buenas actuaciones, fue ascendido rápidamente a la nómina profesional.

### Independiente Santa Fe
Luego de jugar en las divisiones inferiores por varios años, el domingo 15 de marzo del año 1964, el entrenador brasileño Ayres Olten de Abreu lo hizo debutar como profesional con 17 años 11 meses y 25 días de edad; en un partido contra el Once Caldas en un partido que terminó empatado 2-2. Ese día, dio las primeras muestras de su gran talento. En su segundo partido que fue contra el Atlético Nacional, Alfonso anotó su primer gol como profesional. En su primer año como profesional, el bogotano jugó varios partidos dando muestras de su talento. En 1965, a la dirección técnica de Santa Fe llegó el antioqueño Gabriel Ochoa Uribe. Con la llegada del Médico Ochoa, Cañón se convirtió en titular indiscutible a pesar de su corta edad. Al año siguiente, en 1966; Cañón gana su primer título como futbolista profesional luego de que Independiente Santa Fe hiciera una gran campaña y ganara su cuarto (4) título en su historia. Ese año, Alfonso fue una de las figuras dentro de una nómina que contaba con grandes jugadores como los colombianos Carlos Rodríguez, Carlos "Copetín" Aponte, y Delio "Maravilla" Gamboa y el delantero argentino Omar Lorenzo Devanni. Al año siguiente, Santa Fe jugó la Copa Libertadores de América por ser el campeón del Fútbol Profesional Colombiano y Alfonso debutó en un torneo internacional. En la temporada de 1968, Alfonso empezó a demostrar por qué iba a ser el máximo goleador histórico del equipo cardenal, cuando fue el goleador del equipo en ese año con la suma de 25 goles. En 1969, el cuadro albirrojo fue séptimo, pero su figura fue el volante nacido en Bogotá. En el año 1970, el conjunto cardenal fue tercero en el Campeonato Colombiano y ganó la Copa Simón Bolívar y tuvo como figura a Cañón. Un año después, en 1971; Santa Fe ganó el quinto (5) título en su historia, y Alfonso fue fundamental para que el equipo cardenal fuera campeón. Ese año, hizo una muy buena dupla en ataque con su compatriota Víctor Campaz, e hizo goles vitales, y llevó al equipo a que consiguiera el campeonato. Ese año, Alfonso fue el más destacado dentro de una nómina con muy buenos jugadores como el ya mencionado Víctor Campaz, además de Domingo "Tumaco" González, Luis Alberto Montaño, el uruguayo Wálter Sossa, y el brasileño Waltinho. Como curiosidad, Alfonso ganó el título junto a su hermano el bogotano José Miguel Cañón. Así, Alfonso consiguió su segundo título con su amado Santa Fe. En 1972, Santa Fe volvería a jugar la Copa Libertadores de América y Cañón fue muy importante para que en ganaran partidos contra el Atlético Nacional. En 1973, volvería a ser el máximo goleador del equipo después de haber anotado 10 goles. En el año 1975, Alfonso se convertiría en leyenda; ya que llevó a Independiente Santa Fe a ganar su sexto (6) título en su historia, y fue la máxima figura del equipo que contaba con una gran nómina con jugadores de la talla de Ernesto Díaz, Alonso "Cachaco" Rodríguez, Moisés Pachón, Héctor Javier Céspedes, Carlos Alberto Pandolfi y  Juan Carlos Sarnari. Así, el bogotano ganó su tercer título con el equipo de sus amores, e igualó en esta marca a sus excompañeros Carlos Rodríguez, Carlos "Copetín" Aponte, y Manuel "Manolín" Pacheco. La etapa de Cañón en Independiente Santa Fe, fue hasta principios del año 1976, cuando después de ser 3 veces campeón, ser figura, referente e ídolo de la hinchada dejó al club.

### Atlético Bucaramanga
A principios del año 1976, Cañón quería un mejor sueldo, pero no llegó a un acuerdo con las directivas de Independiente Santa Fe; por lo que se retiró temporalmente del fútbol. Sin embargo, en 1977, directivos del Atlético Bucaramanga fueron hasta Bogotá y convencieron al volante a que regresara al fútbol con el equipo santandereano. Con la camiseta del Atlético Bucaramanga, Alfonso tuvo muy buenos partidos, y llevó al equipo hasta el quinto lugar de la tabla, logrando una de las mejores participaciones del equipo santandereano en su historia. Ese año, Alfonso fue la figura del equipo. En 1978, Alfonso recibió una oferta para irse a jugar al fútbol de Venezuela al Unión Atlético Táchira, donde alcanzó a jugar un par de amistosos. Sin embargo, el Bucaramanga pidió una buena cantidad de plata por su pase y las negociaciones se acabaron. Tras no poder ir al fútbol venezolano, Alfonso pensó seriamente en retirarse, pero en su camino apareció el técnico Gabriel "El médico" Ochoa Uribe (Que ya lo había dirigido en Santa Fe) y lo convenció para ir a jugar al América de Cali.

### América de Cali
Luego de hablar con Gabriel "El médico" Ochoa Uribe, Alfonso se fue al América de Cali en el año 1979. Con el equipo americano, jugó varios partidos y anotó algunos goles. Al final del año, el América ganó el primer título de su historia, y Alfonso fue un jugador destacado dentro de la nómina del equipo. Al año siguiente, en 1980; el equipo de la ciudad de Cali jugó la Copa Libertadores y Alfonso jugó 10 partidos y anotó 1 gol. Al final del año, se fue del América para regresar a su amado Santa Fe.

### Regreso a Santa Fe y retiro
En el año 1981, Alfonso regresaría a su natal Bogotá para vestir nuevamente la camiseta de su amado Santa Fe por pedido de su amigo Alonso "Cachaco" Rodríguez. En su último año como profesional jugó algunos partidos, dando muestras de su talento a pesar de su edad. Ese año, Cañón marcó el último gol de su carrera profesional cuando Independiente Santa Fe le ganó 6-3 al Deportes Quindío. El 27 de septiembre de aquel año, Alfonso jugó su último partido de su exitosa carrera profesional. Al final del año, luego de ser tricampeón, figura, referente, e ídolo de Independiente Santa Fe; además de haber jugado para el Atlético Bucaramanga, y el América de Cali; y haber sido parte de la Selección Colombia, se retiró.

## Convocatorias a selecciones

### Selección juvenil de Cundinamarca
En el año 1963, Alfonso fue convocado por primera vez a una selección, cuando el director técnico de la Selección de Cundinamarca lo vio jugando con el equipo juvenil de Santa Fe. Ese año, Cañón jugó con la selección de su departamento el Campeonato Nacional Juvenil que se disputó en el municipio cundinamarqués de Girardot. En el campeonato, Alfonso fue la figura del equipo de su departamento y uno de los más destacados de todo el país; ya que jugó muy buenos partidos que lo ayudaron a ser convocado a la Selección Colombia juvenil.

### Selección Colombia juvenil
Gracias a sus grandes partidos jugando tanto para el equipo juvenil de Santa Fe, y con la Selección Juvenil de Cundinamarca; Cañón fue convocado para la Selección Colombia juvenil. Con la selección, el bogotano jugó el Sudamericano juvenil "Juventudes de América" de 1964 que tuvo como sede a Colombia. En el Sudamericano, Alfonso fue la figura de Colombia, y ayudó a su país a llegar hasta el subcampeonato. Gracias a los muy buenos partidos con la selección, Alfonso fue ascendido a la nómina profesional de Independiente Santa Fe.

### Selección Colombia de Mayores
Gracias a sus muy buenos partidos vistiendo la camiseta de Independiente Santa Fe, Alfonso "Maestrico" Cañón fue convocado para jugar con la Selección Colombia. Su debut con la selección de mayores, fue contra la Selección de Chile en el año 1966 en un partido válido por la fase de eliminatorias a la Copa América de 1967. En el día de su debut, el bogotano tuvo un buen partido y anotó su primer y único gol con la selección. Sin embargo, el gol del nacido en la ciudad de Bogotá no fue suficiente, ya que Colombia perdió 5-2 en el Estadio Nacional de Chile en la ciudad de Santiago. Después de debutar de manera oficial, Alfonso jugó 7 partidos amistosos con la selección entre los años 1968 y 1973. También, jugó con partidos por las eliminatorias al Mundial de México de 1970; y tuvo su última participación con la "Tricolor" en la Copa América de 1975, cuando jugó algunos partidos de la primera fase del torneo. En esa Copa, Colombia sería subcampeón.

## Récords, condecoraciones y tipo de juego
Alfonso "Maestrico" Cañón, es el máximo ídolo del club Independiente Santa Fe, donde es el máximo goleador histórico con 146 goles, y el jugador que más veces vistió la camiseta cardenal con 505 partidos. También, es considerado el máximo ídolo del equipo de la ciudad de Bogotá, por sus grandes actuaciones, su talento y su amor hacia la camiseta. Además, Cañón tiene el récord de haber ganado 3 títulos con el conjunto cardenal luego de coronarse campeón en 1966, 1971 y en 1975. Este récord, lo comparte con sus amigos y excompañeros Carlos "Copetín" Aponte, Carlos Rodríguez y Manuel "Manolín" Pacheco.
Alfonso era un jugador lleno de virtudes técnicas, siendo además un jugador lleno de ganas a la hora de salir a jugar. Se destacó por ser un jugador técnico, con una gran pegada y una gran visión de juego. Estas cualidades, las demostró durante toda su carrera, especialmente cuando jugó en Independiente Santa Fe. Otra de sus habilidades, era que tenía liderazgo, y que cuando su equipo necesitaba de él, este siempre respondía. Tan bueno era su juego, que fue considerado uno de los mejores volantes de su época, y desde su retiro es considerado por muchas personas como uno de los mejores jugadores de la historia del Fútbol Profesional Colombiano.
Además de ser admirado por su juego, tanto por los aficionados, sus rivales y el público en general, era admirado por su caballerosidad y humildad dentro y fuera de las canchas.

## Legado Familiar
Alfonso no fue el único futbolista de su familia, ya que su hermano José Miguel Cañón debutó con el equipo cardenal, cuando el ya era un profesional destacado y la figura del equipo. En 1971, ambos hicieron parte de la nómina titular en varios partidos y ambos fueron campeones del Fútbol Profesional Colombiano. Como dato curioso, en el año 1972, ambos se convirtieron en los dos hermanos que más goles han marcado en un mismo partido, cuando Independiente Santa Fe le ganó 5-2 al Deportivo Pereira. Ese día, Alfonso haría 3 goles y José Miguel anotaría 2. José Miguel, jugó en Independiente Santa Fe, Deportes Quindío, Deportes Tolima y en el Cúcuta Deportivo. Varios años después de su retiro, Alfonso vio debutar a su hijo Roberto Alfonso Cañón, que se desempeñó como volante y jugó en Santa Fe entre 1987 y 1994 y fue campeón de la Copa Colombia en 1989.

## Clubes
| Club                        | País     | Año       |
| --------------------------- | -------- | --------- |
| Club Independiente Santa Fe | Colombia | 1964-1976 |
| Club Atlético Bucaramanga   | Colombia | 1977-1978 |
| América de Cali             | Colombia | 1979-1980 |
| Club Independiente Santa Fe | Colombia | 1981      |

## Palmarés

### Campeonatos nacionales
| Título             | Club            | País     | Año  |
| ------------------ | --------------- | -------- | ---- |
| Primera División   | Santa Fe        | Colombia | 1966 |
| Copa Simón Bolívar | Santa Fe        | Colombia | 1970 |
| Primera División   | Santa Fe        | Colombia | 1971 |
| Primera División   | Santa Fe        | Colombia | 1975 |
| Primera División   | América de Cali | Colombia | 1979 |

## Convocatorias a selecciones

### Selecciones Juveniles
| Selección        | Torneo (s)                                   | Año (s) |
| ---------------- | -------------------------------------------- | ------- |
| Cundinamarca     | Campeonato Nacional Juvenil                  | 1963    |
| Colombia Juvenil | Sudamericano Juvenil "Juventudes de América" | 1964    |

### Selección de mayores
| Selección | Torneo (s)                                                                            | Año (s)           |
| --------- | ------------------------------------------------------------------------------------- | ----------------- |
| Colombia  | Eliminatorias a la Copa América 1967, Eliminatorias al Mundial de 1970 y Copa América | 1966, 1969 y 1975 |

## Récords
| Récord                                 | Club     | País     | Año(s)            |
| -------------------------------------- | -------- | -------- | ----------------- |
| Jugador con más partidos; 520 partidos | Santa Fe | Colombia | 1964-1976 y 1981  |
| Máximo goleador histórico; 146 goles   | Santa Fe | Colombia | 1964-1976 y 1981  |
| Tricampeón del Fútbol Colombiano       | Santa Fe | Colombia | 1966, 1971 y 1975 |